# クーン・ポーカー
クーン・ポーカー (Kuhn poker) は二人零和不完全情報ゲームとしてハロルド・クーンが考案した、非常に単純化されたポーカーである。非常に単純であるため、ゲーム理論を用いて完全な分析が可能である。クーン・ポーカーはキング・クイーン・ジャックなどのたった3枚（3種類）のカードのみを用いるポーカーである。各プレイヤに1枚ずつカードが配られ、一般的なポーカーと同様にベットを行う。両プレイヤがベットするか、両プレイヤーがパスした場合、より強いカードを持つプレイヤーが勝利し、片方のみのプレイヤーがベットした場合には、ベットしたプレイヤーが勝利する。

## ゲームの説明
一般的なポーカー用語を用いてクーン・ポーカーの進行を説明する。
- 各プレイヤーはアンティ（参加費）として1を払う。
- 各プレイヤーは1枚のカードを配られる。3枚目の、配られていないカードは見えないよう横に置く。
- プレイヤー1はチェックするか、1だけベットするかを選ぶ。
  - プレイヤー1がチェックした場合、プレイヤー2がチェックするか、1だけベットするかを選ぶ。
    - プレイヤー2がチェックした場合、全員がチェックであるためショー・ダウンとなり、強いカードを持つプレイヤーが賭け金2を得る（他のプレイヤーから賭け金1得る）。
    - プレイヤー2がベットした場合、プレイヤー1はフォールドするか、コールするかを選ぶ。
      - プレイヤー1がフォールドした場合、勝者であるプレイヤー2は賭け金3を得る（プレイヤー1から賭け金1を得る）。
      - プレイヤー1がコールした場合、ショー・ダウンとなり、より強いカードを持つプレイヤーが賭け金4を得る（他のプレイヤーから賭け金2を得る）。

  - プレイヤー1がベットした場合、プレイヤー2がフォールドするかコールするかを選ぶ。
    - プレイヤー2がフォールドした場合、勝者であるプレイヤー1は賭け金3を得る（プレイヤー2から賭け金1を得る）。
    - プレイヤー2がコールした場合、ショー・ダウンとなり、より強いカードを持つプレイヤーが賭け金4を得る（他のプレイヤーから賭け金2を得る）。

## 最適戦略
クーン・ポーカーには混合戦略ナッシュ均衡が存在する。両プレイヤーがその戦略を実践すると、プレイヤー1（先手）が1回あたり−1/18だけ敗北する。クーン・ポーカーは零和ゲームであるため、プレイヤー2（後手）は1/18だけ勝利する。純粋戦略ナッシュ均衡は存在しない。
考案者であるハロルド・クーンはプレイヤー1にとって1つのパラメータを持つ連続な無限の均衡戦略が存在することを示した。いろいろな表現があるが、その1つの定式化では
プレイヤー1は自由に選んだ {\displaystyle \alpha \in [0,1/3]} に対して、
- ジャック（最弱カード）を持っている場合には {\displaystyle \alpha } の確率でベット
- キングを持っている場合には {\displaystyle 3\alpha }の確率でベット
- クイーンを持っている場合には常にチェック
  - プレイヤー2がそのチェックに対してベットした場合には {\displaystyle \alpha +1/3} の確率でコール

という戦略である。
プレイヤー2は唯一の均衡戦略を持つ。
- キングを持っている場合には常にベットかコール
- クイーンを持っている場合には、可能ならチェックを、不可能であれば{\displaystyle 1/3}の確率でコール
- ジャックを持っている場合には常にコールせず、{\displaystyle 1/3}の確率でベット

混合戦略ナッシュ均衡の確率を含むクーン・ポーカーの完全木。点線は支配戦略の部分木を示す。

という戦略である。